# Didymobotryum rigidum
Didymobotryum rigidum är en svampart som först beskrevs av Berk. & Broome, och fick sitt nu gällande namn av Pier Andrea Saccardo 1886. Didymobotryum rigidum ingår i släktet Didymobotryum, divisionen sporsäcksvampar och riket svampar.   Inga underarter finns listade i Catalogue of Life.